# Astrotricha floccosa
Astrotricha floccosa är en araliaväxtart som beskrevs av Dc. Astrotricha floccosa ingår i släktet Astrotricha och familjen Araliaceae. Inga underarter finns listade.